# مركز باكو إكسبو
مركز باكو إكسبو (مركز باكو للمعارض والمؤتمرات) هو مجمع متعدد الاستخدامات للفعاليات والمعارض، ويقع بالقرب من مطار حيدر علييف الدولي في باكو، أذربيجان. يمتد المجمع على مساحة إجمالية تبلغ 10 هكتارات، ويوفر مبنى مركز إكسبو، الذي تبلغ مساحته 3 هكتارات، أكثر من 20,000 متر مربع من مساحة المعارض، مع مرافق مجهزة لاستضافة المؤتمرات والاجتماعات والندوات والعروض والفعاليات الترفيهية. تم افتتاحه في 1 يونيو 2010، بالتزامن مع المعرض الدولي السابع عشر للنفط والغاز في بحر قزوين.

## المعارض البارزة
تضمنت قائمة المعارض البارزة التي استضافها مركز باكو إكسبو:

##### المعرض الدولي السابع عشر للنفط والغاز في بحر قزوين
يعد هذا المعرض أول فعالية تُقام في مركز باكو للمعارض، وقد عُقد في الفترة من 1 إلى 4 يوليو 2010، بمشاركة 280 شركة من 26 دولة، من بينها شركات دولية مثل أو إم في غاز إنترناشونال (OMV Gas International) وشركة النفط الحكومية الأذربيجانية (SOCAR) وشركة ستات أويل (Statoil ASA) وتوتال (Total) وتي بي أيه أو (TPAO).

###### المعرض الدولي السابع للسيارات في أذربيجان
في مارس 2011، استضاف مركز باكو إكسبو لأول مرة المعرض الدولي السابع للسيارات في أذربيجان. وشارك في هذا الحدث 105 شركة من 14 دولة، بما في ذلك أذربيجان وسويسرا وروسيا وتركيا وألمانيا وغيرها، مع التركيز على السيارات والمركبات التجارية وقطع الغيار والإكسسوارات لكافة أنواع النقل. وتضمنت قائمة العارضين شركات إنفينيتي (Infiniti) وهيونداي (Hyundai) وجاكوار (Jaguar) ولاند روفر (Land Rover) ورينج روفر (Range Rover) وفولكسفاغن (Volkswagen) وناز (NAZ) وليفان (Lifan).

###### المعرض الدولي الثالث والعشرون للصحة في أذربيجان
عُقد المعرض الدولي الثالث والعشرون للصحة في أذربيجان (BIHE-2017) في مركز باكو إكسبو في الفترة من 28 إلى 30 سبتمبر 2017. وهدف المعرض إلى تعزيز تبادل العلاقات التجارية والخبرات بين المتخصصين في المجال الطبي وموردي المعدات الطبية الحديثة والصيادلة. وشارك في المعرض 104 شركات من 19 دولة، بما في ذلك أذربيجان والهند وإيطاليا وإيران وألمانيا وتركيا وأوكرانيا وسويسرا.

###### معرض أكواتيرم ٢٠١٧
بين 18 و21 أكتوبر 2017، استضاف مركز باكو إكسبو معرضًا دوليًا بمناسبة الذكرى العاشرة لمجالات التدفئة والتهوية وتكييف الهواء والإمداد بالمياه والصرف الصحي والتقنيات البيئية والطاقة المتجددة. وشارك في المعرض شركات دولية من دول مثل الصين وفرنسا وإيطاليا والكويت وتركيا، وضمت قائمة العارضين يوروكليما (Euroclima) ويوسيكو (Yusiko) وبيست تكنيك (BestTechniK) وآزر تكنولاين (Azertechnoline) وألاركو كارير للصناعة والتجارة (Alarko Carrier Sanayi ve Ticaret).

###### المعرض الدولي الحادي عشر للتعليم في أذربيجان
في الفترة من 6 إلى 8 أكتوبر 2017، استضاف مركز باكو إكسبو المعرض الدولي الحادي عشر للتعليم في أذربيجان بالتعاون مع وزارة التعليم الأذربيجانية، تحت شعار “رأس المال البشري هو ثروتنا”. وشارك في المعرض 14 مؤسسة تعليمية عليا، منها جامعة باكو الحكومية، وجامعة النفط والصناعة الأذربيجانية، وجامعة فرنسا-أذربيجان (UFAZ)، وجامعة الاقتصاد الحكومية الأذربيجانية، وجامعة البناء والهندسة.